# Mèo đốm Kodkod
Mèo đốm Kodkod (Leopardus guigna) là một loài động vật có vú trong họ Mèo, bộ Ăn thịt. Loài này được Molina mô tả năm 1782. Đây là loài mèo nhỏ nhất ở châu Mỹ. Loài mèo này sinh sống trung bộ và nam bộ Chile và một khu vực liền kề nhỏ ở Argentina. Diện tích phân bố nhỏ hơn so với những loài mèo Nam Mỹ khác. Kể từ năm 2002, loài này đã được liệt kê là loài dễ thương tổn trong Sách đỏ của IUCN vì tổng số lượng trên thực tế có thể ít hơn 10.000 cá thể trưởng thành và bị đe dọa do đàn áp và mất môi trường sống và cơ sở con mồi.

## Hình ảnh

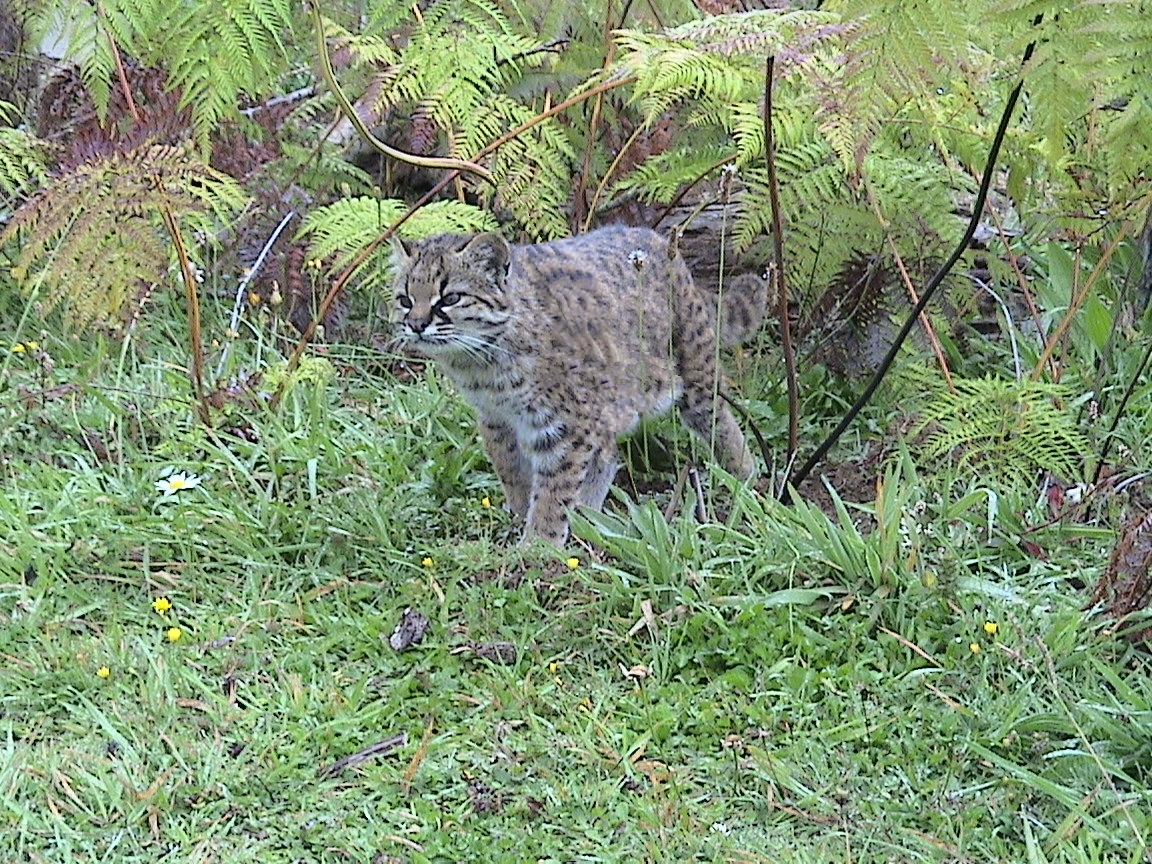
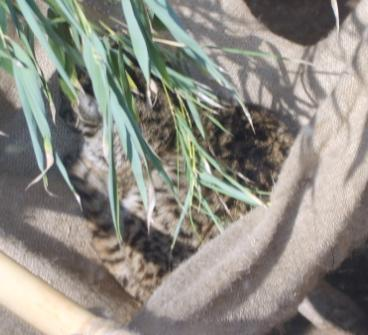
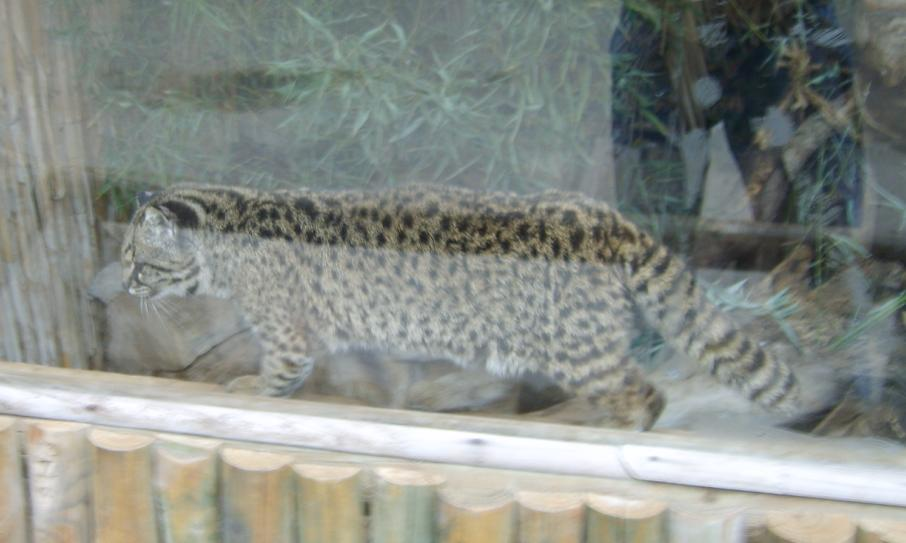